# Die Direktorin
Die Direktorin ist eine Schweizer Fernsehserie mit 26 Episoden, die von 1994 bis 1995 im Schweizer Fernsehen ausgestrahlt wurde. In Deutschland wurde die Serie unter dem Titel Im Schatten der Berge 1998 vom ZDF in einer hochdeutsch synchronisierten Fassung ausgestrahlt.

## Handlung
Obwohl Alice Winter als Verkehrsdirektorin in Montreux gewählt wurde, verlässt sie ihre Stelle, weil ihr Mann sie mehrfach betrogen hat. Sie flüchtet nach Madruns, wo sie als Kind häufig ihre Ferien mit den Eltern verbracht hat. Alice trifft dort alte Bekannte von früher, so auch den Gemeindepräsidenten und Bauunternehmer Ernst Hug, der zusammen mit seinem Sohn ein überdimensioniertes Bauprojekt im Ort realisieren will. Dank ihren Referenzen wird sie zur Verkehrsdirektorin von Madruns gewählt, und Ernst Hug versucht gleich, sie für sich und sein Projekt zu gewinnen, indem er sie mit einer alten Verfehlung erpresst. Er hat auch sonst keine Skrupel und nutzt seine Macht und sein Wissen aus, um die Leute im Dorf unter Druck zu setzen, damit sie machen, was er will. Keiner traut sich, ihm die Stirn zu bieten. Auch für den Zwist zwischen den Familien Caduff und Hug ist er verantwortlich. Alice trifft auf Widerstand von allen Seiten und muss sich die Akzeptanz im Ort schwer erarbeiten. Mehrmals ist sie kurz davor, deswegen Madruns wieder zu verlassen, aber die Anderen sehen in ihr die einzige Person, die es schaffen könnte, den alten Hug in die Schranken zu weisen. So lässt sie sich umstimmen und nimmt mit ihrer Unterstützung den ungleichen Kampf auf, bis alle dunklen Geheimnisse ans Licht kommen und die Machtverhältnisse zurechtgerückt werden.

## Produktion
Die Serie wurde als Koproduktion von SF DRS und ZDF durch Vega Film realisiert. Die Dreharbeiten dauerten vom Juni 1993 bis September 1994. Für das fiktive Bergdorf Madruns wurde Bergün als Hauptdrehort gewählt. Einzig Szenen am Bahnhof von Madruns wurden am Bahnhof von Filisur gedreht. Weiter wurde u. a. in Montreux, St. Moritz, Chur, Davos, Zürich und in Zügen der Rhätischen Bahn gedreht.
Verschiedene bekannte Schauspieler und weitere Persönlichkeiten hatten Gastauftritte in einzelnen Folgen, unter anderen Kurt Felix, Wolfram Berger, Dietrich Mattausch, Hanspeter Müller-Drossaart, Ueli Beck, Walter Andreas Müller, Birgit Steinegger, Max Rüdlinger und Elisabeth Schnell.
Vom 8. Juni bis 31. August 2008 wurde die Serie in Doppelfolgen am Sonntag-Abend auf SF 1 wiederholt.

## Episoden
| Nr. | Originaltitel             | Erstausstrahlung CH | Regie           | Drehbuch                                   |
| --- | ------------------------- | ------------------- | --------------- | ------------------------------------------ |
| 1   | Willkommen in Madruns (1) | 27. Nov. 1994       | Wolfgang Panzer | Martin Suter                               |
| 2   | Willkommen in Madruns (2) | 27. Nov. 1994       | Wolfgang Panzer | Martin Suter                               |
| 3   | Muttertag                 | 30. Nov. 1994       | Wolfgang Panzer | Martin Suter                               |
| 4   | Die Heimlichtuer          | 7. Dez. 1994        | Wolfgang Panzer | Martin Suter                               |
| 5   | Sunshine Week             | 21. Dez. 1994       | Wolfgang Panzer | Martin Suter                               |
| 6   | Der alte Fuchs            | 28. Dez. 1994       | Wolfgang Panzer | Wolfgang Panzer                            |
| 7   | Die Sünde                 | 4. Jan. 1995        | Wolfgang Panzer | Wolfgang Panzer                            |
| 8   | Der Alpabzug              | 11. Jan. 1995       | Wolfgang Panzer | Wolfgang Panzer                            |
| 9   | Das Schlittenrennen       | 18. Jan. 1995       | Wolfgang Panzer | Wolfgang Panzer                            |
| 10  | Die Lawine                | 25. Jan. 1995       | Wolfgang Panzer | Wolfgang Panzer                            |
| 11  | Das Hexenfest             | 1. Feb. 1995        | Wolfgang Panzer | Wolfgang Panzer                            |
| 12  | Der Kuhhandel             | 8. Feb. 1995        | Wolfgang Panzer | Wolfgang Panzer                            |
| 13  | Die Landsgemeinde         | 15. Feb. 1995       | Wolfgang Panzer | Wolfgang Panzer                            |
| 14  | Starallüren               | 22. Feb. 1995       | Wolfgang Panzer | Wolfgang Panzer                            |
| 15  | Lärm um Madruns           | 1. März 1995        | Markus Imboden  | Wolfgang Panzer                            |
| 16  | Schmutzige Tricks         | 8. März 1995        | Markus Imboden  | Martin Suter, Claudia Sontheim             |
| 17  | Alte Schulden             | 15. März 1995       | Markus Imboden  | Rüdiger Schultze-Schmitz, Claudia Sontheim |
| 18  | Marias Kreuz              | 22. März 1995       | Markus Imboden  | Rüdiger Schultze-Schmitz, Claudia Sontheim |
| 19  | Flucht nach vorn          | 5. Apr. 1995        | Markus Imboden  | Rüdiger Schultze-Schmitz, Claudia Sontheim |
| 20  | Ein teuflischer Plan      | 12. Apr. 1995       | Markus Imboden  | Rüdiger Schultze-Schmitz, Claudia Sontheim |
| 21  | Rattenfänger              | 19. Apr. 1995       | Wolfgang Panzer | Wolfgang Panzer                            |
| 22  | Der Ausreisser            | 3. Mai 1995         | Wolfgang Panzer | Wolfgang Panzer                            |
| 23  | Ticket nach New York      | 10. Mai 1995        | Wolfgang Panzer | Wolfgang Panzer                            |
| 24  | Heikler Besuch            | 17. Mai 1995        | Wolfgang Panzer | Wolfgang Panzer                            |
| 25  | Flavias gefährlicher Job  | 24. Mai 1995        | Wolfgang Panzer | Wolfgang Panzer                            |
| 26  | Es hat eingeschlagen      | 31. Mai 1995        | Wolfgang Panzer | Wolfgang Panzer                            |